# 5세대 전투기

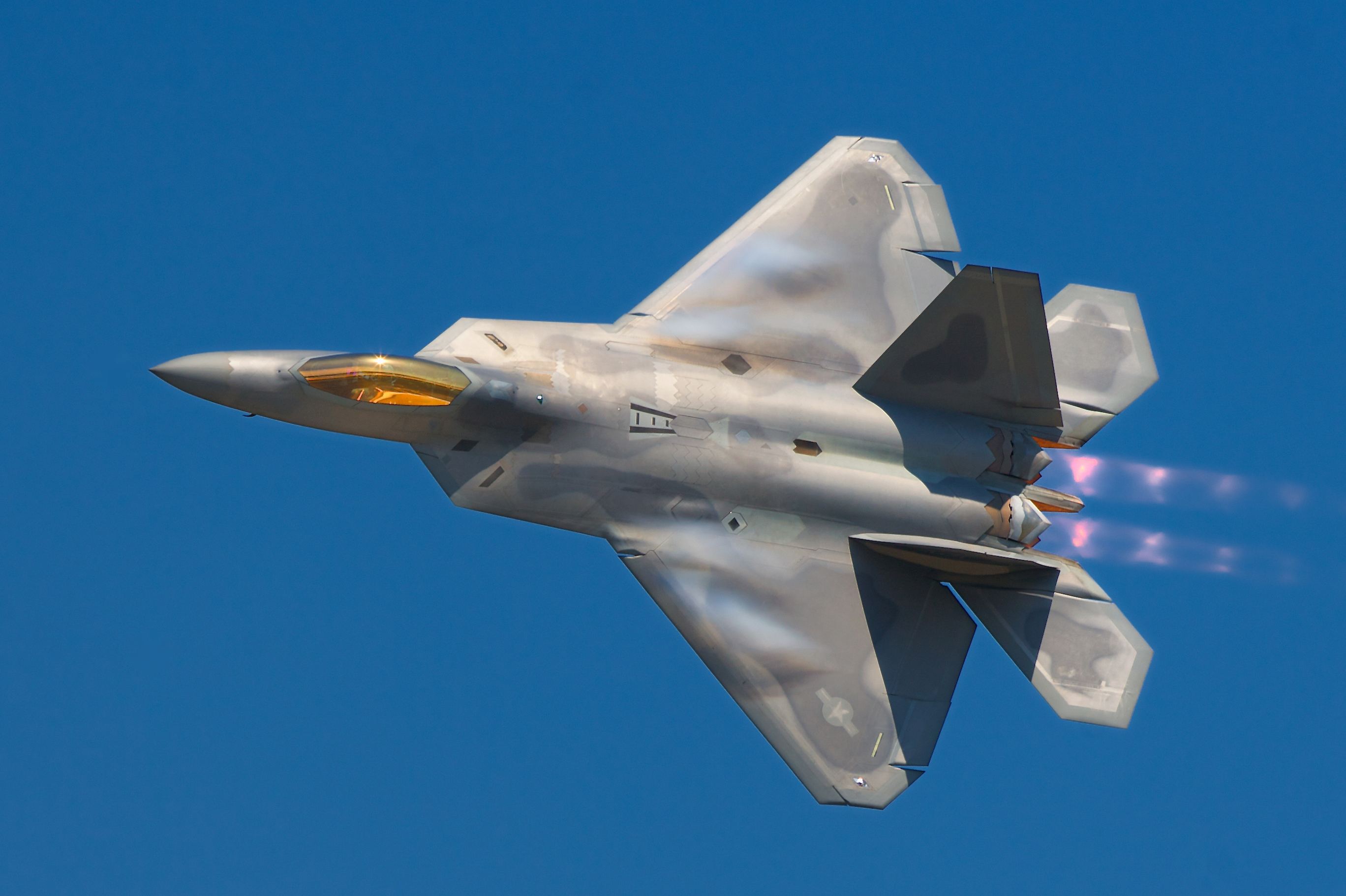
비행 중인 F-22 랩터의 모습이다.

5세대 전투기(五世代戰鬪機, 영어: fifth-generation jet fighter)는 추력 편향 노즐, 복합재료 동체, 초음속 순항(supercruise), 스텔스 기술과 같은 새로운 기술로 개발되었다. 아직까지 5세대 전투기간 공중전 기록은 없다.
첫번째 5세대 전투기인 F-22는 현재 진행 중인 다른 국가들이 장기간 개발 중인 5세대 전투기에 영향을 주고 있다.
중화인민공화국의 청두 J-20나 인도의 고등중형전투기(Advanced Medium Combat Aircraft, AMCA), 러시아의 PAK FA 등이 그런 예다.
4세대 전투기에 레이다 반사 면적(radar cross section; RCS) 저감기술을 적용하고, 5세대 전투기 수준으로 전자 장비를 업그레이드 한 4.5세대 전투기도 있다. 그러나 4.5세대 전투기들은 5세대 전투기보다 떨어지는 스텔스 능력과 초음속 순항 등으로 인해 5세대 전투기와의 차이점은 뚜렷하다.

## 5세대 전투기 목록

### 국가별 분류
6세대로 개발되거나 여러 추가 개량으로 적용될 가능성이 있는 전투기들의 경우 ?표시
- 미국
  - F-22 랩터
  - 노스럽 YF-23 (기술실증기)
  - 보잉 X-32(기술실증기)
  - F-35 라이트닝 II
- 러시아
  - 수호이 Su-57
  - Su-47 베르쿠트 (기술실증기)
  - MiG 1.44 (기술실증기)
  - 미코얀-구레비치 LMFS (개발중)
- 중화인민공화국
  - J-20
  - J-31 (개발중)
- 일본
  - 미쓰비시 ATD-X (기술실증기)
- 인도
  - AMCA? (개발중)
- 이란
  - Qaher F-313 (개발중)

### 4.5세대 전투기 목록
+표시는 스텔스 기능이 있는 4.5세대 전투기이다. 나머지는 스텔스 기능이 없다.
- 미국
  - F-15E 스트라이크 이글
  - F-16V 바이퍼
  - F/A-18E/F 슈퍼 호넷
- 러시아
  - 수호이 Su-30SM
  - 수호이 Su-34
  - 수호이 Su-35
  - 미코얀 MiG-35
- 중화인민공화국
  - 청두 J-10B
  - 선양 J-11D
  - 선양 J-16
- 대한민국
  - KF-16
  - F-15K 슬램이글
- 대한민국/ 인도네시아 : KF-21 보라매+(블록1, 실전배치 준비중/추후 블록2 개량예정)
- 영국,  독일,  이탈리아,  스페인 : 유로파이터 타이푼+
- 프랑스 : 다소 라팔
- 스웨덴 : 사브 그리펜
- 일본 : 미쓰비시 F-2
- 파키스탄/ 중화인민공화국 : JF-17 Block III
- 인도 : 테자스 Mk 1A

## 같이 보기
- 4세대 전투기
- 4.5세대 전투기
- 6세대 전투기
- 공중우세 전투기(영어판)
- 전투기
- F-22